# Šachový turnaj

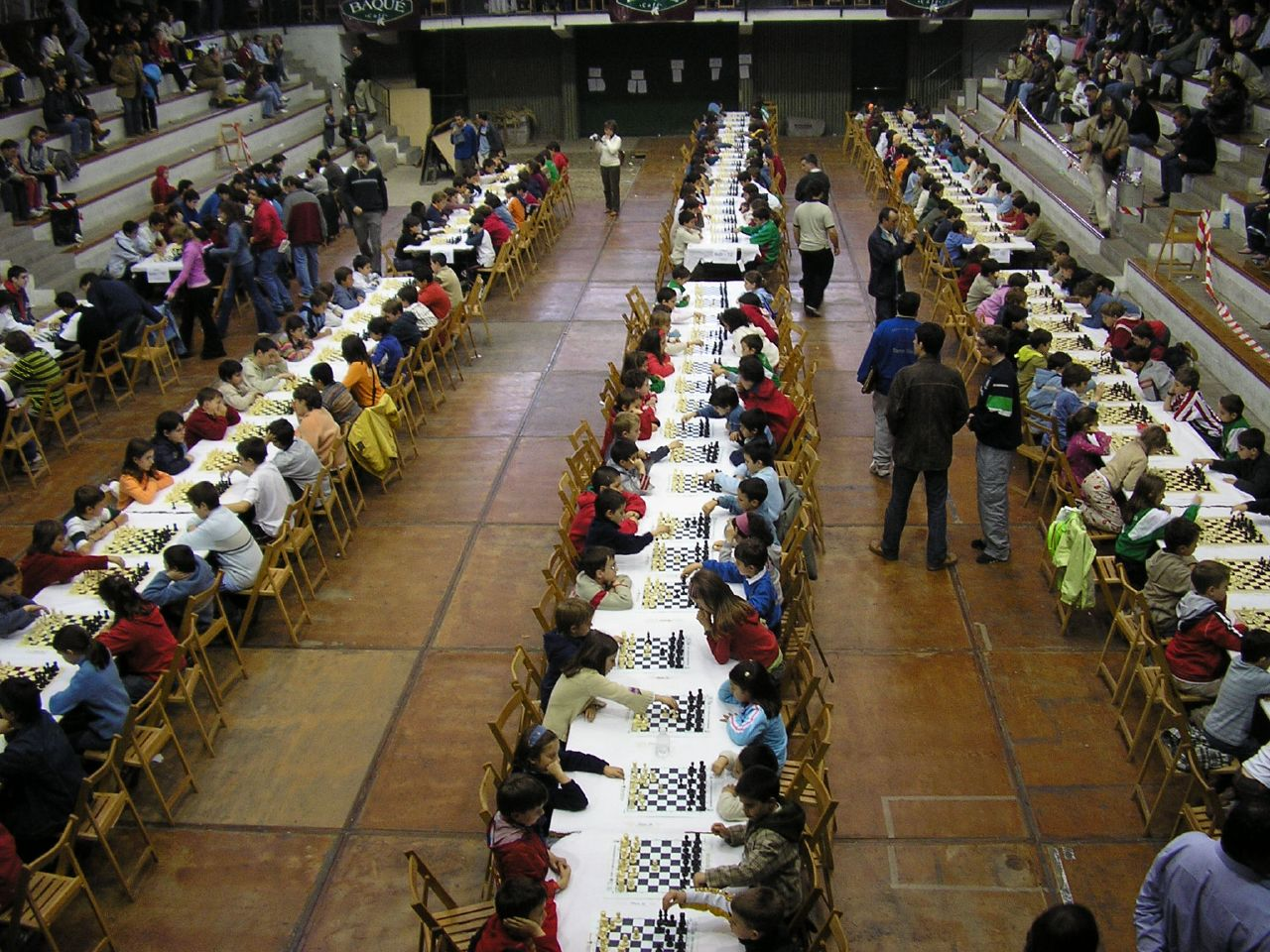
Šachový turnaj

Šachový turnaj je zápolení většího počtu šachistů. Jednotlivé turnaje se liší svým účelem, systémem a způsobem hry, přístupností či druhem provozovaného šachu.

## Podle druhu šachu
- turnaje ve vážném či klasickém šachu
- turnaje v rapid šachu
- turnaje v bleskovém šachu
- kompoziční turnaje
  - skládání úloh
  - řešení úloh
  - kombinované
- korespondenční turnaje

## Systém hry
Turnaje jednotlivých hráčů je v klasickém, zrychleném či bleskovém šachu možné uspořádat různými systémy, z nichž nejčastější jsou tři následující:
- systém každý s každým (každý hraje s každým jednu nebo více partií)
- vyřazovací systém (v turnaji pokračují jen vítězové zápasů)
- tzv. švýcarský systém (hraje se menší počet kol, než je účastníků, přičemž systém k sobě v každém kole přiřazuje hráče se stejným či téměř stejným počtem bodů) [1]

Dále existují turnaje družstev, které se obvykle hrají různými specifickými systémy (obvykle každý s každým či nějakou upravenou verzí švýcarského systému), přičemž existují dva základní systémy započítávání turnajových bodů: a) podle vítězství/prohry mužstva (v takovém případě bývá skóre mužstva pomocným hodnocením), b) podle skóre mužstva.
Korespondenční turnaje se hrají každý s každým a turnaje kompozičního šachu mají své vlastní specifické zvyky a způsoby.

## Přístupnost turnajů

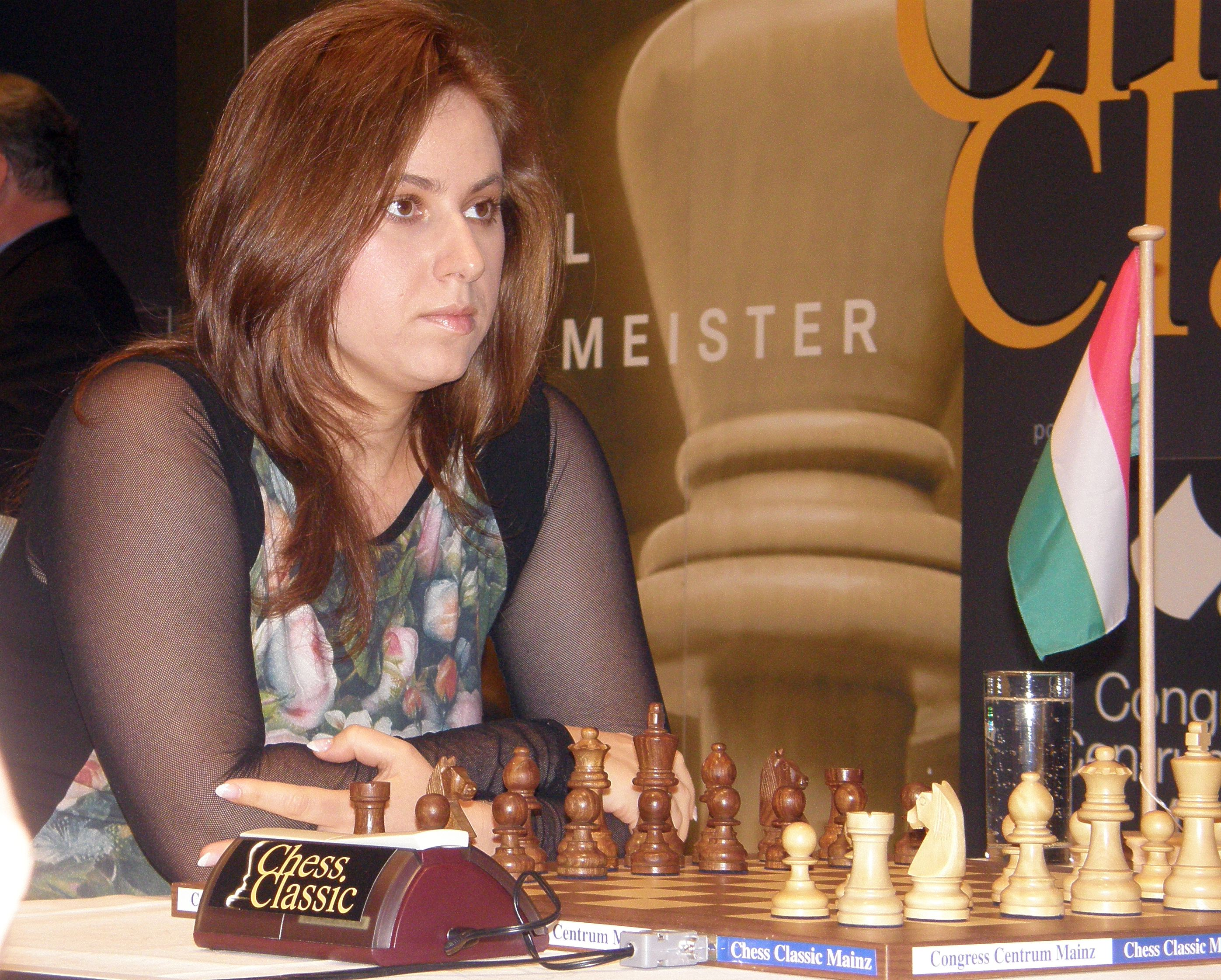
Judit Polgárová (* 1976) hrála pouze v smíšených turnajích s většinovou účastí mužů.

Přístupnost turnajů může být omezena několika způsoby.
- omezení na základě výkonu
  - na základě titulů (např. od mezinárodního mistra výše)
  - na základě ELO (např. ELO nad 2000 bodů)
  - na základě úspěchu v kvalifikačním turnaji

- jiná omezení
  - územní (některé mistrovství jsou přístupná jen obyvatelům/občanům dané země, oblasti či kontinentu)
  - věkové (turnaje juniorů či seniorů)
  - podle pohlaví - existují ženské turnaje a na i ženské tituly (mezinárodní mistryně a mezinárodní velmistryně), smíšené soutěže i tituly jsou ženám přístupné, nicméně žen schopných se účastnit těchto soutěží na nejvyšší úrovni je velmi málo. První takovou ženou byla Věra Menčíková, největších úspěchů v této oblasti později dosáhla Judit Polgárová, jediná žena, která se kdy umístila v první desítce světového šachového žebříčku FIDE.

## Účelové turnaje
- různé přebory a mistrovství
- tematické turnaje (účastníci jsou zavázáni použít určitou variantu/typ zahájení - časté zejména v konrespondenčních turnajích)